# Crisi del sostre de deute dels Estats Units del 2011

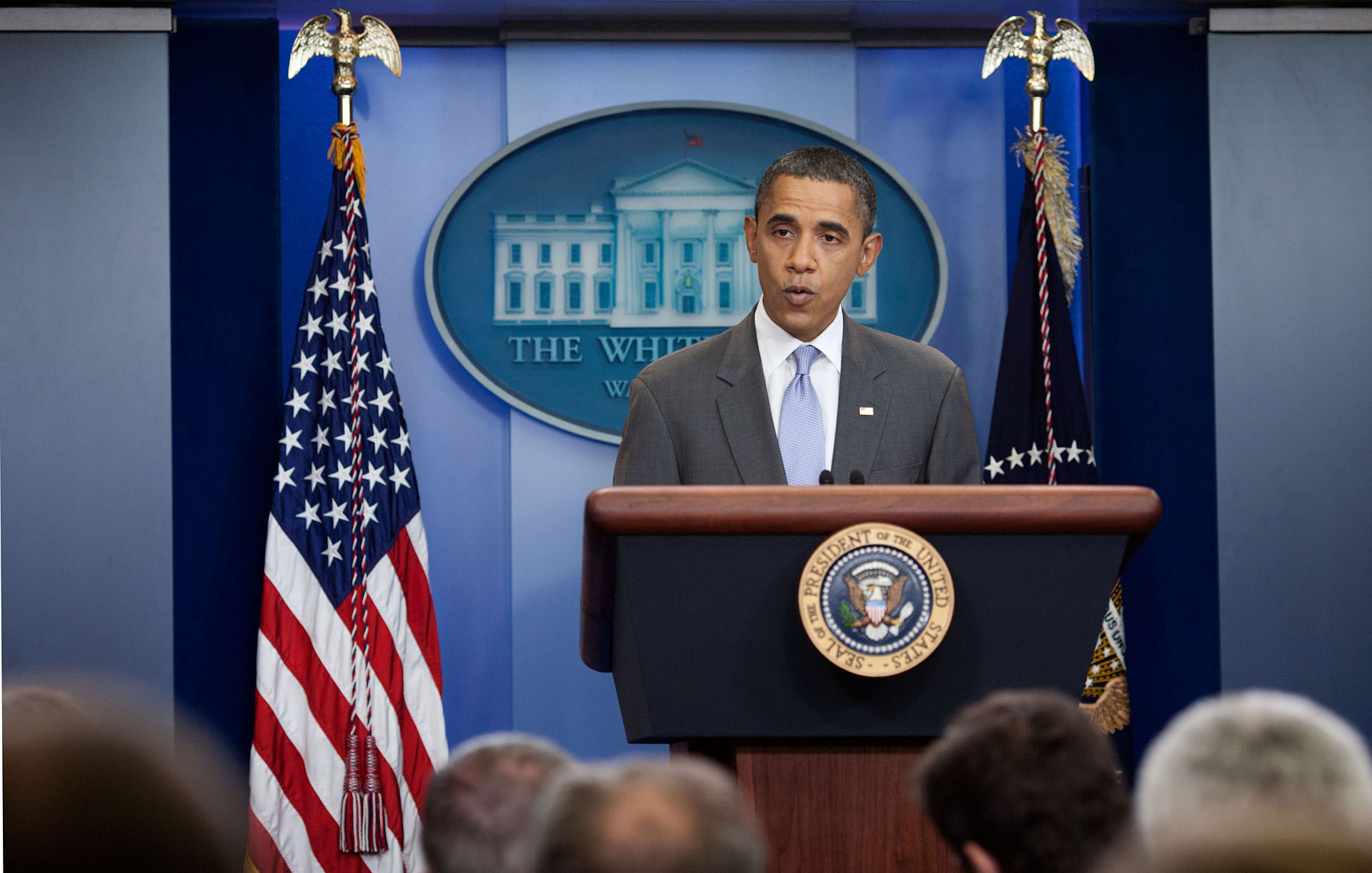
El president Barack Obama fa una declaració a la Brady Press Briefing Room a la Casa Blanca, el 31 de juliol de 2011, anunciant un acord que resol la crisi del sostre de deute dels EUA.

La crisi del sostre de deute (també conegut com a sostre de despesa) dels Estats Units del 2011 es refereix al debat al Congrés sobre si els Estats Units haurien d'incrementar el sostre de deute, i de ser així, en quina quantitat. A més es discuteix sobre quines seran les polítiques de despeses en el futur, o que polítiques fiscals seran necessàries aplicar després d'incrementar el sostre de deute. Encara més, s'espera que aquesta discussió arribi a importants reformes estructurals per al procediment de pressupostos (per exemple, amb límits de despeses o esmenes a la Constitució referent a pressupostos equilibrats). El deute total nacional era de 14,4 bilions de dòlars (trilions en la nomenclatura anglosaxona) el juliol de 2011, superant el límit de despesa de 14,3 bilions. El Departament del Tresor estatunidenc no té autoritat per emetre o contraure deute més enllà d'aquest límit el que va obligar a realitzar la reforma.
Malgrat la manca d'autoritat del Congrés, el 16 de desembre de 2009 el sostre de deute va ser excedit, i per solucionar el problema el Departament del Tresor ja va haver d'usar «eines de comptabilitat extraordinàries» per proporcionar al tresor 150 mil milions de dòlars per complir amb les obligacions federals. A diferència de desembre del 2009, en aquest cas la situació és considerada una crisi a causa que potencialment el govern es podia veure incapaç de complir les seves obligacions financeres. La crisi no només afectaria als Estats Units, sinó que amenaça altres països la moneda dels quals es basa en el dòlar i que es podrien veure's arrossegats per les pèrdues. L'agència de certificació creditícia Standard & Poor's va sotmetre la nota del deute nacional estatunidenc en una «revisió negativa» durant la crisi, incrementant el risc de degradar la nota «AAA» del deute nacional. En aquest sentit, el 5 d'agost de 2011, l'agència de qualificació creditícia Standard & Poor's rebaixaria la qualificació per al deute dels Estats Units d'Amèrica d'«AAA» a «AA+» per primera vegada en la seva història.
El debat ha estat inusualment complicat, amb els legisladors del Partit Republicà oposats a qualsevol increment d'impostos i els del Partit Demòcrata defensant que una pujada d'impostos era tan necessària com una retallada en les despeses. Els legisladors que donen suport al moviment Tea Party van impulsar els republicans a rebutjar qualsevol acord que suposés incorporar retallades llargs i immediates o realitzar alguna esmena constitucional.
La crisi immediata ha acabat quan un acord complex entre ambdues parts ha aconseguit elevar el sostre de despesa el 31 de juliol. Després de la seva aprovació al Congrés i Senat, va ser ratificada pel president Barack Obama com el Budget Control Act of 2011 el 2 d'agost, data límit per a l'acord.